# Temple (New Hampshire)
Temple – miasto w Stanach Zjednoczonych, w stanie New Hampshire, w hrabstwie Hillsborough.